# Judy Ann Santos
Judy Anne Santos y Lumagui (11 de mayo de 1978, Manila) más conocida como Judy Ann Santos y apodada como la de Filipinas de la Pareja Superstar. Es una galardonada y multi-nominada actriz de cine y televisión, cantante, artista, y productora de cine filipina.
Santos es una de las nietas de la difunta empresaria, Victoria Dayrit-Santos, de Pampanga y de Tatang y Miguel Santos, ahora que tiene 88 años, un titular de la extinta Supermercado de Victoria y del Edificio Victoria situado en la Ciudad de Caloocan ahora en su 38 años de aniversario. Ella tiene un hermano mayor, el actor Jeffrey Santos, y una hermana mayor llamada Jackie. Su madre sin ayuda planteadas por trabajar como cuidadora en Toronto, Canadá. Ella tiene medios hermanos con su padre, que se residen en California, EE.UU. 

## Filmografía

### 1988 a 1995
| Año  | Título                                  | Personaje                | Productor       | Director           | Notas |
| ---- | --------------------------------------- | ------------------------ | --------------- | ------------------ | --- |
| 1988 | Silang Mga Sisiw Sa Lansangan           | Crisanta                 |                 |                    | First lead film of Santos as a child actress; part of the ensemble of child actresses was Sunshine Dizon                  |
| 1988 | Sa Akin Pa Rin Ang Bukas                |                          | Regal Films     | Artemio Márquez    | |
| 1988 | The Lost Command                        |                          |                 |                    | First FAMAS nomination in the Child Actress category                                                                      |
| 1988 | Nasaan Ka Inay?                         |                          | Regal Films     | Artemio Marquez    | |
| 1988 | Sana Mahalin Mo Ako                     | young Catherine          | Regal Films     | Artemio Marquez    | First film with Nora Aunor; Lotlot de Leon played the role of adult Catherine                                             |
| 1989 | Kung Maibabalik Ko Lang                 | Tammy                    | Regal Films     | Artemio Marquez    | First film with Maricel Soriano, Gloria Romero and Eddie Garcia                                                           |
| 1989 | Regal Shocker: The Movie "Ang Aparador" |                          | Regal Films     | Jose Javier Reyes  | |
| 1990 | Dyesebel                                | friend of adult Dyesebel | Regal Films     | Mel Chionglo       | First film with Alice Dixson and Richard Gomez                                                                            |
| 1990 | Wanted: Pamilya Banal                   | young Lorena             | FPJ Productions | Pablo P. Santiago  | First film with Fernando Poe, Jr. but they did not share screen time; Charo Santos-Concio played the role of adult Lorena |
| 1991 | Sa Puso Ko Hahalik Ang Mundo            |                          | Regal Films     | Artemio Marquez    | |
| 1991 | Impaktita                               | young Impaktita          |                 |                    | First film with Nida Blanca; Jean Garcia played the role of adult Impaktita                                               |
| 1992 | Manila Boy                              | Neneng                   | Viva Films      | Arturo San Agustín | First film with Robin Padilla; First film with Viva Films                                                                 |
| 1993 | Madonna, Ang Babaeng Ahas               | young Madonna            | Regal Films     | Artemio Marquez    | Snooky Serna played the role of adult Madonna                                                                             |
| 1994 | Father en Son                           |                          | RVQ Productions | Rodolfo V. Quizon  | First film with Dolphy; First film festival entry of Santos                                                               |
| 1995 | Dog Tag: Katarungan Sa Aking Kamay      | Claudia                  |                 | Augusto Salvador   | Billed as Judy Ann "Mara" Santos                                                                                          |
| 1995 | Bawal na Gamot Part 2                   |                          |                 | Francis Posadas    | |

### 1996 a 1999
| Año  | Título                              | Personaje             | Productor                        | Director                           | Notas |
| ---- | ----------------------------------- | --------------------- | -------------------------------- | ---------------------------------- | --- |
| 1996 | Sana Naman                          | Bless                 | MaQ                              | Boots Plata                        | First lead film of Juday as a teen actress |
| 1996 | Mara Clara: The Movie               | Mara                  | Star Cinema                      | Emil Cruz Jr./Jerry Lopez Sineneng | First film with Star Cinema |
| 1996 | Kung Alam Mo Lang                   | Anna                  | MaQ                              | Boots Plata                        | |
| 1997 | Ako Ba Ang Nasa Puso Mo?            | Teresa                | MaQ                              | Jose Javier Reyes                  | First film with Mark Anthony Fernández |
| 1997 | Kulayan Natin Ang Bukas             | Maria Elisa (Mariles) | Regal Films                      | Boots Plata                        | |
| 1997 | Nasaan Ka Nang Kailangan Kita?      |                       | Regal Films                      | Boots Plata                        | |
| 1997 | Paano Ang Puso Ko?                  | Cecile                | Star Cinema                      | Rory Quintos                       | First film with Rico Yan |
| 1997 | Wow Multo                           |                       | MaQ                              | Tony Y. Reyes                      | |
| 1997 | Sanggano                            | Angelica              | MegaVision                       | Toto Natividad                     | First film with César Montano |
| 1997 | Babae                               | Alex                  | Gem/Premiere                     | Lupita Kashiwahara                 | Released December 25, 1997; First double-nomination (MMFF-P) in the Supporting Actress category |
| 1997 | Nasaan Ang Puso?                    | Ria                   | MaQ                              | Chito Rono                         | Released December 25, 1997; First double-nomination (MMFF-P) in the Supporting Actress category; first FAMAS and FAP nominations in the Supporting Actress category; First Film with Christopher de Leon and Gina Pareno |
| 1998 | Babangon Ang Huling Patak Ng Dugo   | Isabel                | Rockfield Ent. Co.               | Jose Balagtas                      | |
| 1998 | Muling Ibalik Ang Tamis Ng Pag-ibig | Milet                 | Star Cinema                      | Boots Plata                        | Released April 29, 1998 |
| 1998 | I'm Sorry, My Love                  | Tinay                 | Viva Films                       | Joyce Bernal                       | Released August 19, 1998 |
| 1998 | Kay Tagal Kang Hinintay             | Anna                  | Star Cinema                      | Rory Quintos                       | Released October 14, 1998; First FAMAS nomination in the Lead Actress category |
| 1998 | Kasal-kasalan... Sakalan            | Milet                 | Crown Seven Ventures/Solar Films | Edgardo Vinarao                    | Released December 25, 1998; First MMFF-P nomination in the Lead Actress category |
| 1999 | My Pledge of Love                   | Raida                 | Viva Films                       |                                    | Released March 3, 1999 |
| 1999 | Gimik: The Reunion                  | Dianne Villaruel      | Star Cinema                      | Laurenti Dyogi                     | Released April 28, 1999; Last film with Rico Yan |
| 1999 | Isusumbong Kita Sa Tatay Ko         | Joey                  | Star Cinema/FPJ Productions      | Boots Plata                        | Released June 9, 1999; First Philippine-produced movie in Philippine history to have reached and exceeded the PHP 100 million mark in the box office; Last film with Fernando Poe, Jr.                                   |
| 1999 | Dito Sa Puso Ko                     | Ligaya Tatlonghari    | Viva Films                       | Eric Quizon                        | Released November 10, 1999; First film of Santos shot in the United States |
| 1999 | Esperanza: The Movie                | Esperanza Estrera     | Star Cinema                      | Jerry Lopez Sineneng               | First Film with Ms. Charo Santos-Concio where they shared screen time |

### 2000 a 2002
| fecha de lanzamiento    | Título                            | Personaje    | Productor   | Director           | Notas |
| ----------------------- | --------------------------------- | ------------ | ----------- | ------------------ | --- |
| 26 de julio de 2000     | Pera O Bayong                     | (cameo)      | Star Cinema | Edgar Mortiz       | |
| 30 de agosto de 2000    | Minsan Ko Lang Sasabihin          | Anna Liwanag | Millennium  | Danilo P. Cabreira | First film with Bong Revilla |
| 15 de noviembre de 2000 | Kahit Isang Saglit                | Annie        | Star Cinema | Gilbert Perez      | First film of Santos with a premiere in Guam |
| 20 de junio de 2001     | Luv Text: Type Mo? Txt Mo         | Melissa      | Maverick    | Rowell Santiago    | 12th Film with Wowie de Guzman; Last film with Nida Blanca                                                                                                  |
| 18 de julio de 2001     | Mahal Kita, Kahit Sino Ka Pa      | Karen        | MMG         | Jose Balagtas      | |
| 29 de agosto de 2001    | Bakit 'Di Totohanin               | Kate/Katong  | Star Cinema | Boots Plata        | |
| 9 de enero de 2002      | Walang Iwanan, Peksman            |              | Jolo Films  | Toto Natividad     | |
| 30 de enero de 2002     | May Pag-ibig Pa Kaya?             | Emily        | Starlight   | Jose N. Carreón    | |
| 22 de mayo de 2002      | Akala Mo                          | Rizzette     | Viva Films  | Lyle Sacris        | First film with Hilda Koronel and Dingdong Dantes (as leading man)                                                                                          |
| 12 de junio de 2002     | Magkapatid                        | Lisa         | Viva Films  | Joel Lamangan      | First MFF nomination in the Lead Actress category; First GAWAD URIAN and PMPC nominations in the Supporting Actress category; First Film with Sharon Cuneta |
| 31 de julio de 2002     | Pakisabi Na Lang... Mahal Ko Siya | Geraldine    | Regal Films | Boots Plata        | |
| 28 de agosto de 2002    | Jologs                            | (cameo)      | Star Cinema | Gilbert Perez      | |
| 23 de octubre de 2002   | Jeannie, Bakit Ngayon Ka Lang?    | Jeannie      | Viva Films  | Ike Jarlego, Jr.   | First film with Robin Padilla (as leading man) |

### 2003 a 2008
| Fecha de lanzamiento    | Título                         | Nombre de caracteres | Productor                   | Director          | CEB Rating | Notas |
| ----------------------- | ------------------------------ | -------------------- | --------------------------- | ----------------- | ---------- | --- |
| 30 de abril de 2003     | Till There Was You             | Joanna Boborol       | Star Cinema                 | Joyce Bernal      |            | First Love Scene of Juday |
| 25 de diciembre de 2003 | Mano Po 2: My Home             | Grace Tan            | Regal Films                 | Erik Matti        | B          | First ENPRESS nomination in the Supporting Actress category; First film with Susan Roces, Zsa Zsa Padilla, Lorna Tolentino and Jay Manalo; First Best Supporting Actress win in Drama       |
| 5 de mayo de 2004       | I Will Survive                 | Mylene               | Regal Films                 | Joel Lamangan     | B          | First ENPRESS nomination in the Lead Actress (Musical or Comedy) category; First film with Dina Bonnevie                                                                                    |
| 23 de junio de 2004     | Sabel                          | Sabel                | Regal Films                 | Joel Lamangan     | B          | First GAWAD URIAN, FAP and ENPRESS nominations in the Lead Actress category; First film with Wendell Ramos and Iza Calzado; First Best Actress wins (URIAN and ENPRESS) in Drama            |
| 25 de diciembre de 2004 | Aishite Imasu 1941: Mahal Kita | Inya                 | BAS Films/Regal Films       | Joel Lamangan     | B          | First PMPC and PASADO nominations in the Lead Actress category; First film of Santos set during the Japanese Occupation; First film with Raymart Santiago                                   |
| 8 de enero de 2006      | Don't Give Up on Us            | Abby Trinidad        | Star Cinema                 | Joyce Bernal      | B          | First FAP Double-Nomination in the Lead Actress category; 5th film of Juday with Piolo Pascual (not counting two cameos)                                                                    |
| 15 de enero de 2006     | Miss Pinoy                     | Dona                 | Bluart Production           | Bona Fajardo      |            | First indie film of Santos; First film of Santos shot in Hongkong; Released only in Hongkong                                                                                                |
| 9 de agosto de 2006     | Umaaraw, Umuulan               | (cameo)              | Eight Elephants Productions | Richard Arellano  |            | |
| 25 de diciembre de 2006 | Kasal, Kasali, Kasalo          | Angie                | Star Cinema                 | Jose Javier Reyes | A          | First FAP Double-Nomination in the Lead Actress category; First Best Actress wins (MMFF-P, ENPRESS, PMPC, FAMAS, FAP) in Comedy                                                             |
| 25 de julio de 2007     | Ouija                          | Aileen               | Viva Films and GMA Films    | Topel Lee         | A          | First film with GMA Films; First Best Actress award win (PASADO) in Horror |
| 25 de diciembre de 2007 | Sakal, Sakali, Saklolo         | Angie                | Star Cinema                 | Jose Javier Reyes | A          | First film of Santos shot in Spain; First film of Santos with premieres in Los Angeles and Hawaii; 8th MMFF-P Film Festival entry.                                                          |
| 30 de abril de 2008     | Ploning                        | Ploning              | Panoramanila Pictures Co.   | Dante Garcia      | A          | First film of Santos as producer; 1 Best Actress and 1 Best Film wins (TANGLAW).; Official entry of the Philippines for the Best Foreign Language Film category to the 2009 Academy Awards. |
| 1 de octubre de 2008    | Mag-ingat Ka Sa...Kulam        | Mira/Maria           | Regal Films                 | Jun Lana          | A          | Opening Film for the 48th anniversary celebration of Regal Films; First film with Dennis Trillo (as leading man); 2nd film with TJ Trinidad (as leading man)                                |

- CEB stands for Cinema Evaluation Board in the Philippines. An A rating gives the film a 100% tax rebate on its earnings. A B rating gives the film a 65% tax rebate. For movies shown in the December filmfest, the tax rebate starts after the first two weeks of screening.

### 2009 - presente
| Fecha        | Título             | Nombre de caracteres | Productor           | Director          | CEB Rating | Notas |
| ------------ | ------------------ | -------------------- | ------------------- | ----------------- | --- | ----- |
| TBA          | OMG (Oh, My Girl!) | Darling              | Regal Films         | Dante Nico Garcia | First film with Ogie Alcasid; Story conceptualized by Regine Velásquez                                                                                             |       |
| October 2009 | Ouija 2            | Aileen               | GMA and Regal Films | Topel Lee         | Sequel to the box-office hit Ouija co-starring Jolina Magdangal, Iza Calzado and Rhian Ramos. Dingdong Dantes or Richard Gutiérrez are planned to join the sequel. |       |

## Discografía
- Judy Ann Santos (1999)
- Bida Ng Buhay Ko (2001)
- Musika Ng Buhay Ko (2007)

## Vídeos musicales
- Obsesión de Aventura en el 2002